# یواس‌اس ایجوام (ای‌اوجی-۶)
یواس‌اس ایجوام (ای‌اوجی-۶) (به انگلیسی: USS Agawam (AOG-6)) یک کشتی بود که طول آن ۳۱۰ فوت ۹ اینچ (۹۴٫۷۲ متر) بود. این کشتی در سال ۱۹۴۳ ساخته شد.